# 살라미나섬
살라미나(현대 그리스어: Σαλαμίνα) 또는 살라미스(고대 그리스어: Σαλαμίς)는 그리스의 사로니코스 만에 있는 큰 섬으로, 해안의 피레아스에서 2km, 서쪽의 아테네에서 16km 정도 떨어져 있다. 주요 도시인 살라미나 시는 사로니코스 만쪽으로 트인 살라미나 만의 서쪽면 가운데에 자리잡고 있다. 이 섬의 주요 항구인 팔루키아는 동쪽 면에 있다.

## 같이 보기
- 트로이아 전쟁
- 아이아코스